# Jing (concepto)
Jing es un concepto de la filosofía China que se suele traducir como "reverencia". Fue de uso frecuente por Confucio en el término jing gong, que significa "reverencia respetuosa". La idea confuciana de respeto ha sido asociada a la posterior noción kantiana occidental. Para los confucianos, el jing  requiere yi, o rectitud; y cumplir en forma adecuada con los rituales (li). Tener jing es de vital importancia en el mantenimiento del xiào, o piedad filial.